# 대대전술단
대대 전술단(러시아어: Батальонная тактическая группа, 바탈론나야 탁티체스카야 그루파), 약칭 BTG는 러시아 육군이 배치한 제병 연합 기동 부대로, 높은 준비 태세를 유지한다. BTG는 일반적으로 두 개에서 네 개의 중대로 구성된 대대(기계화보병 위주)에 주둔군 여단에서 차출된 방공, 포병, 공병 및 병참 지원 부대가 증강된 형태이다. 전차 중대와 로켓 포병은 일반적으로 이러한 편제에 증강된다. BTG는 2013년부터 2015년까지 러시아의 우크라이나 군사 개입, 특히 돈바스 전쟁의 주축을 이루었다.
2021년 8월, 러시아 국방장관은 러시아에 약 170개의 BTG가 있다고 밝혔다. 각 BTG는 약 600~800명의 장교와 병사로 구성되며, 그중 약 200명은 보병이다. 이들은 일반적으로 약 10대의 전차와 40대의 보병전투차를 포함한 차량을 장비한다.:pp. 11–13

## 역사

### 소련 시대
냉전 동안, 소련 육군은 기동 연대를 최소 제병 연합 부대로 삼고 그 하위 대대를 "순수" 전차 또는 자동차화 소총 부대로 편성했다. 실제로는 소련군은 야전 훈련 중에 대대를 임시적인 제병 연합 부대로 증강했다. 할당된 임무에 따라 대대는 추가 전차 또는 자동차화 소총 보병과 포병, 방공, 공병 또는 정찰 부대와 같은 지원 요소를 배정받을 수 있었다. 예를 들어, 전차 대대는 보병 중대, 포병 대대, 공병 소대 (군사)가 증강되어 제병 연합 부대로 변모할 수 있었다.
소련의 군사 저술가들은 "전술단"이라는 용어를 NATO의 제병 연합 부대를 설명하는 데 사용했으며, "중대 전술단"은 중대 팀을, "대대 전술단"은 대대 태스크 포스를 설명하는 데 사용했다. 1987년까지 "대대 전술단"은 소련의 제병 연합 대대를 설명하는 데 사용되었다. 대대 전술단은 소련–아프가니스탄 전쟁에서 볼 수 있었다.
소련군은 "육군 2000" 재편성 계획의 일환으로 제병 연합 대대 개념을 확장하여 육군을 미래 전쟁에 더 민첩하고 다재다능하게 만들었다. 이 계획의 한 요소는 "사단 (군사) 87"로, 모든 자동차화 소총 대대에 전차 중대를 영구적으로 추가하여 더 크고 유연한 제병 연합 대대의 전신으로 만들 것을 요구했다.
그러나 영구적인 제병 연합 대대 실험은 포기되었다. 1980년대 말에는 쇠퇴하는 소련 경제가 재편성하고 유지하기에는 너무 비용이 많이 들었다. 소련 지도자 미하일 고르바초프의 방어적인 군사 전략으로의 전환은 대규모 군사 개혁을 정치적으로 용납할 수 없게 만들었다. 하급 대대장들 역시 지휘 임무 후반이 되어서야 그러한 복잡한 편제를 다룰 경험이 부족했다. 추가적인 전술 개혁은 소련군이 단순한 전투 훈련을 포기하고 중대와 소대 수준까지 더 정교한 전투 기술을 도입해야만 가능했으며, 이는 전문 비부사관 집단이 있을 때만 가능했다.

### 체첸 및 조지아 전쟁
소련 해체와 소련군을 대체할 러시아 연방군의 창설 이후, 러시아 육군에서는 제1차 체첸 전쟁과 제2차 체첸 전쟁, 그리고 2008년 러시아-조지아 전쟁 동안 병력과 장비 부족으로 완전한 규모의 여단과 사단을 운용할 수 없어 임시적인 대대 전술단이 편성되었다.

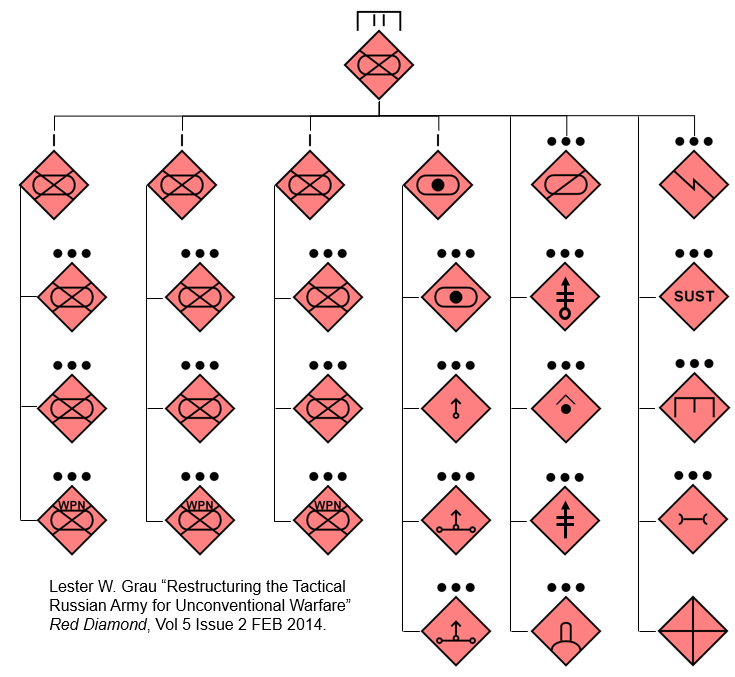
표준 러시아 BTG 구조

조지아 전쟁 이후인 2008년 10월, 러시아 국방부는 "영구 준비 태세" 여단 창설을 통해 러시아군을 개혁할 의사를 발표했으며, 이는 2008년 러시아 군사개혁으로 이어졌다. 아나톨리 세르듀코프가 국방장관에서 해임되고 2012년 11월 세르게이 쇼이구로 교체된 후, 이 계획은 주둔 여단 내에 "영구 준비 태세" BTG를 편성하는 방향으로 변경되었다. 이들은 계약직 병사(즉, 징집되지 않은 자원병)로 100% 충원될 예정이었다. 러시아 인테르팍스 통신이 인용한 소식통에 따르면, 그 이유는 완전한 규모의 여단을 편성할 병력 부족 때문이었다.

### 러시아-우크라이나 전쟁
미국 군사 잡지 아머(Armor)의 2016년 7월-9월 판에 인용된 러시아-우크라이나 전쟁 보고서에 따르면, BTG는 러시아군이 배치한 대다수 부대였다. 이 BTG는 전차 중대, 기계화보병 중대 3개, 대전차 중대 2개, 포병 포대 2~3개, 방공 포대 2개로 구성되었다. 돈바스 전쟁에 배치된 BTG의 대다수는 러시아의 제49제병협동군과 제6전차여단 출신이었지만, 러시아군의 거의 모든 야전군과 군단에서 BTG가 배치되었다. BTG는 일반적으로 배치되는 여단 장비 및 인력의 약 절반을 구성했다. BTG 인력은 일반적으로 "계약" 병사만 포함한다.
돈바스 전쟁 이후, 2016년 러시아 총참모장 발레리 게라시모프는 BTG의 수를 96개에서 2018년까지 125개로 늘릴 계획을 발표했다. 게라시모프는 2018년까지 BTG가 주로 계약직 병사로 충원될 것이라고 주장했다. 2018년 9월, 게라시모프는 러시아에 126개의 "영구 전투 준비 태세" BTG가 있다고 주장했다. 2019년 3월, 쇼이구는 러시아 두마 하원에서 러시아에 136개의 BTG가 있다고 주장했다. 2021년 8월, 쇼이구는 러시아에 약 170개의 BTG가 있다고 주장했다.
2021년 3월-4월 러시아와 우크라이나 간의 긴장 고조 기간 동안, 미국 관리들은 러시아 BTG 약 48개가 우크라이나 국경으로 이동했다고 추정했다. 우크라이나 관리들은 56개의 BTG가 국경으로 이동할 것으로 추정했다. 2021년 말 러시아와 우크라이나 국경의 긴장 기간 동안, 미국 관리들은 2022년 1월까지 우크라이나 반대편에 러시아군이 100개의 BTG에 도달할 것으로 추정했으며, 2021년 12월까지 이미 약 50개의 BTG가 배치된 것으로 추정했다.
2022년 러시아의 우크라이나 침공 동안 BTG는 초기에 주요 전투 부대였으며, 마리우폴 포위전, 2차 도네츠크 공항 전투 및 데발체베 전투에서 작전을 수행했다. 영국 국방부는 2022년 9월부터 11월까지 러시아군이 BTG 배치를 대부분 중단했으며, 그 내재적인 약점을 지적했다.

## 장점과 단점
하급 조직 수준에서 중화기를 포함한 다양한 무기 체계를 조합하면 중포병 포격을 더 쉽게 가할 수 있고 전술적으로 활용할 수 있다. 따라서 BTG는 예를 들어 중화기가 할당되지 않은 미군 여단 전투단(BCT)보다 더 긴 사거리에서 적 부대와 교전할 수 있다. 러시아군에서는 최대 2개의 BTG가 여단을 구성할 수 있다. 사단과 연대는 여단으로 대체되었다.
그러나 기본적인 BTG는 상대적으로 병력이 부족하여(약 200명의 보병을 배치함) 지형을 고수하도록 설계되지 않고, 기동성을 유지하면서 지속적으로 사상자를 발생시키는 데 초점을 맞춘다. 이로 인해 BTG는 지형을 고수하거나 측면 및 후방을 경계하기 위해 해군 보병, VDV 및 친러시아 민병대와 같은 기타 준군사조직에 의존하게 된다.:p. 3 그렇지만 BTG는 유연한 전술 편제이며, 임무에 따라 필요하거나 가능한 경우 추가 보병을 추가할 수 있다.
러시아 법에 따라 징집병은 러시아 밖의 BTG에서 복무할 수 없다. 러시아 밖에서는 BTG의 병력이 자원 복무한다. BTG의 제한된 병력은 지휘관이 BCT 지휘관보다 시가전에 참여할 가능성을 낮춘다. BTG의 병력과 장비는 주로 더 큰 부대를 해체하여 얻기 때문에 장기 작전에서의 지속 가능성도 의문이다.:pp. 11–13 러시아 교리에서 도시 환경 공격 역할은 일반적으로 해군 보병과 VDV (공수 및 공중 강습 부대)가 수행하며, 이는 제1차 그로즈니 전투 이후 더욱 그러하다.

## 같이 보기
- 전투단
- 태스크 포스